# El Almendro (Spagna)
El Almendro è un comune spagnolo di 855 abitanti situato nella comunità autonoma dell'Andalusia.

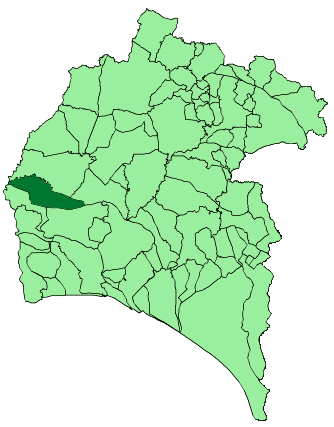
Mappa del comune nella provincia

## Geografia fisica
Il fiume Chanza segna il confine tra questo comune ed il Portogallo.